# 史密斯威森M629獵人型左輪手槍
史密斯威森M629獵人型（英語：Smith & Wesson Model 629 Hunter）是一款由美国槍械公司史密斯威森旗下的性能中心以史密斯威森M629（史密斯威森M29的不鏽鋼底把版本）為藍本研製及生產的6發式“N型底把”雙動操作式休閒射擊、狩獵及家庭防護用途左輪手槍，發射火力強大的.44 Remington Magnum雷明登馬格南或火力相對較弱的.44 S&W特種彈這二種子彈。

## 概述
史密斯威森M629獵人型左輪手槍裝有一根7.5英吋（190.5毫米）連槍口制退器、小型馬格那孔及短底部凸桿的槍管，以增加其穩定性和減少發射時造成的後座力。槍管和弹巢的距離只有0.006英吋（0.1524毫米），以圓柱狀棘爪型裝置使槍身和彈巢吊桿貼近及鎖定在一起以增加威力及減少彈巢間隙造成噴出的高壓火藥燃氣。整把左輪手槍是以不鏽鋼底把製成，使用了大部份都具有消減防眩眩光的啞光黑色外觀，而彈巢、鍍鉻擊錘、鍍鉻扳機（連後部扳機阻）、槍管以及槍口制退器則保留著不鏽鋼表面的雙色調表面。槍機為經由史密斯威森性能中心調整的槍機。它亦配備了一個防滑合成物料手槍握把以便緊握。槍管頂部亦整合了MIL-STD-1913戰術導軌以便安裝日間／夜間光学瞄准镜、紅點鏡／反射式瞄準鏡、全息瞄準鏡、棱鏡式瞄準鏡、夜視鏡或熱成像儀（可拆卸）。

## 資料來源
- （英文）—Manfacturer: Smith & Wesson （页面存档备份，存于）—Model 629 Hunter

## 外部連結
- （英文）—Gunsumer Reports－Smith & Wesson .44 Magnum Hunter Revolver Review－Part 1 - Introduction, Specifications and Summary （页面存档备份，存于）
- （英文）—AmmoLand.com—Smith & Wesson M629 Revolver 170318, 44 Remington Magnum, 7.5 in, Black Synthetic Grip, Two-Tone Stainless Finish, 6 Rd （页面存档备份，存于）
- （英文）—GunGunsGuns.net—Smith & Wesson Model 629 .44 Magnum Hunter （页面存档备份，存于）
- （英文）—GunData.org－Smith And Wesson 629 .44 Magnum Hunter Review & Price （页面存档备份，存于）
- （英文）—YouTube上的Smith & Wesson Performance Center .44 Magnum Hunter With Doug Koenig
- （英文）—YouTube上的Smith & Wesson .44 Magnum Hunter Revolver Review - Range Tests